# Lletsó
|  | Per a altres significats, vegeu «Lletsó (desambiguació)». |

Els lletsons, lletissons o pixallits (Sonchus) són un gènere de plantes angiospermes de la família de les asteràcies (Asteraceae). Són plantes natives d'Europa, Àsia, Àfrica i Austràlia.
Addicionalment les espècies d'aquest gènere poden rebre els noms de lletsons i socarrell. També s'han recollit les variants lingüístiques llacçons, llacsó, llatisó, llecsó, llensó, llescó, llició, llicsó, lliscó, llissó, llitsó i socorrell.
El lletsó d'hort, de fulla comestible i rica en vitamina A, és l'espècie més coneguda. Són plantes dures, sovint considerades males herbes i que poden créixer de forma ruderal.

## Taxonomia
Aquest gènere va ser publicat per primer cop l'any 1753 al segon volum de l'obra Species Plantarum del botànic suec Carl von Linné (1707-1778).

### Espècies
Dins del gènere Sonchus es reconeixen les 98 espècies següents:
- Sonchus acaulis Dum.Cours.
- Sonchus afromontanus R.E.Fr.
- Sonchus araraticus Nazarova & Barsegyan
- Sonchus arboreus (Brouss.) DC.
- Sonchus arvensis L.
- Sonchus asper (L.) Hill, (lletsó punxós)
- Sonchus berteroanus (Decne.) S.C.Kim & Mejías
- Sonchus bipontini Asch.
- Sonchus bornmuelleri Pit.
- Sonchus bourgeaui Sch.Bip.
- Sonchus brachylobus Webb
- Sonchus brachyotus DC.
- Sonchus brassicifolius S.C.Kim & Mejías
- Sonchus briquetianus Gand.
- Sonchus bulbosus (L.) N.Kilian & Greuter
- Sonchus bupleuroides (Font Quer) N.Kilian & Greuter
- Sonchus camporum (R.E.Fr.) Boulos ex C.Jeffrey
- Sonchus canariensis (Webb) Boulos
- Sonchus capillaris Svent.
- Sonchus cavanillesii Caball.
- Sonchus congestus Willd.
- Sonchus crassifolius Pourr. ex Willd., (ensaladeta)
- Sonchus daltonii Webb
- Sonchus dregeanus DC.
- Sonchus erzincanicus V.A.Matthews
- Sonchus esperanzae N.Kilian & Greuter
- Sonchus fauces-orci Knoche
- Sonchus fragilis Ball
- Sonchus friesii Boulos
- Sonchus fruticosus L.f.
- Sonchus gandogeri Pit.
- Sonchus gigas Boulos ex Humbert
- Sonchus gomeraensis Boulos
- Sonchus grandifolius Kirk
- Sonchus gummifer Link
- Sonchus heterophyllus (Boulos) U.Reifenb. & A.Reifenb.
- Sonchus hierrensis (Pit.) Boulos
- Sonchus hotha C.B.Clarke
- Sonchus hydrophilus Boulos
- Sonchus integrifolius Harv.
- Sonchus jacottetianus Thell.
- Sonchus jainii Chandrab., V.Chandras. & N.C.Nair
- Sonchus kirkii Hamlin
- Sonchus laceratus (Phil.) S.C.Kim & Mejías
- Sonchus latifolius (Lowe) R.Jardim & M.Seq.
- Sonchus leptocephalus Cass.
- Sonchus lidii Boulos
- Sonchus lobatiflorus S.C.Kim & Mejías
- Sonchus luxurians (R.E.Fr.) C.Jeffrey
- Sonchus macrocarpus Boulos & C.Jeffrey
- Sonchus maculigerus H.Lindb.
- Sonchus malayanus Miq.
- Sonchus marginatus (Bertero ex Decne.) S.C.Kim & Mejías
- Sonchus maritimus L., (endivieta de séquia)
- Sonchus masguindalii Pau & Font Quer
- Sonchus mauritanicus Boiss. & Reut.
- Sonchus megalocarpus (Hook.f.) J.M.Black
- Sonchus melanolepis Fresen.
- Sonchus micranthus (Bertero ex Decne.) S.C.Kim & Mejías
- Sonchus microcarpus (Boulos) U.Reifenb. & A.Reifenb.
- Sonchus microcephalus Mejías
- Sonchus nanus Sond. ex Harv.
- Sonchus neriifolius (Decne.) S.C.Kim & Mejías
- Sonchus novae-zelandiae (Hook.f.) B.D.Jacks.
- Sonchus obtusilobus R.E.Fr.
- Sonchus oleraceus L., ((lletsó d'hort)
- Sonchus ortunoi Svent.
- Sonchus palmensis (Webb) Boulos
- Sonchus palustris L., (lletsó d'aigua)
- Sonchus parathalassius J.G.Costa ex R.Jardim & M.Seq.
- Sonchus pendulus (Sch.Bip.) Sennikov
- Sonchus phoeniciformis S.C.Kim & Mejías
- Sonchus pinnatifidus Cav.
- Sonchus pinnatus Aiton
- Sonchus pitardii Boulos
- Sonchus platylepis Webb & Berthel.
- Sonchus pruinatus (Johow) S.C.Kim & Mejías
- Sonchus pustulatus Willk.
- Sonchus radicatus Aiton
- Sonchus regis-jubae Pit.
- Sonchus regius (Skottsb.) S.C.Kim & Mejías
- Sonchus saudensis Boulos
- Sonchus schweinfurthii Oliv. & Hiern
- Sonchus sinuatus S.C.Kim & Mejías
- Sonchus sosnowskyi Schchian
- Sonchus splendens S.C.Kim & Mejías
- Sonchus stenophyllus R.E.Fr.
- Sonchus suberosus Zohary & P.H.Davis
- Sonchus sventenii U.Reifenb. & A.Reifenb.
- Sonchus tectifolius Svent.
- Sonchus tenerrimus L., (lletsó fi)
- Sonchus transcaspicus Nevski
- Sonchus tuberifer Svent.
- Sonchus ustulatus Lowe
- Sonchus webbii Sch.Bip.
- Sonchus wightianus DC.
- Sonchus wildpretii U.Reifenb. & A.Reifenb.
- Sonchus wilmsii R.E.Fr.

### Híbrids
S'han descrit els següents híbrids naturals:
- Sonchus × aemulus Merino
- Sonchus × beltraniae U.Reifenb. & A.Reifenb.
- Sonchus × jaquiniocephalus Svent.
- Sonchus × maynari Svent.
- Sonchus × novocastellanus Cirujano
- Sonchus × prudhommei Bouchard
- Sonchus × rotundilobus Popov ex Kovalevsk.
- Sonchus × rupicola (Svent.) A.Santos & Mejías